# Comuna de Brzostek
Brzostek (polaco: Gmina Brzostek) é uma gminy (comuna) na Polónia, na voivodia de Subcarpácia e no condado de Dębicki. A sede do condado é a cidade de Brzostek.
De acordo com os censos de 2004, a comuna tem 13 064 habitantes, com uma densidade 106,5 hab/km².

## Área
Estende-se por uma área de 122,62 km², incluindo:
- área agricola: 66%
- área florestal: 25%

## Demografia
Dados de 30 de Junho 2004:
|                      | Total   | Total | Mulheres | Mulheres | Homens  | Homens |
| -------------------- | ------- | ----- | -------- | -------- | ------- | ------ |
|                      | pessoas | %     | pessoas  | %        | pessoas | %      |
| População            | 13 064  | 100   | 6514     | 49,9     | 6550    | 50,1   |
| Densidade (pop./km²) | 500,5   | 100   | 53,1     | 53,1     | 53,4    | 53,4   |

De acordo com dados de 2002, o rendimento médio per capita ascendia a 1311,6 zł.

## Comunas vizinhas
- Brzyska, Dębica, Frysztak, Jodłowa, Kołaczyce, Pilzno, Wielopole Skrzyńskie